# Copia del Paso Jaiber

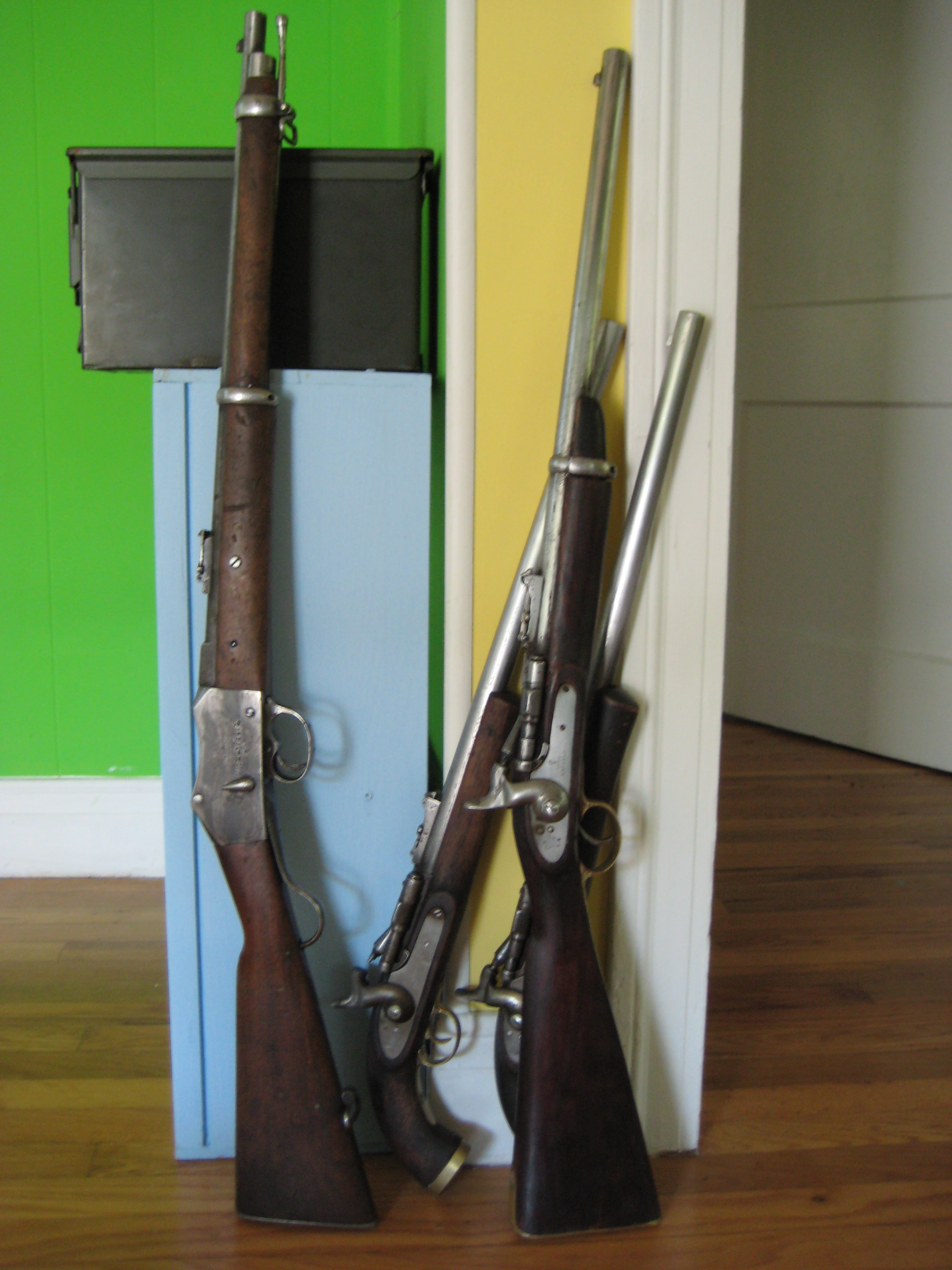
Copias de carabinas Martini-Henry y Snider-Enfield, junto a dos carabinas recortadas Snider-Enfield, hechas en la región del Jaiber.

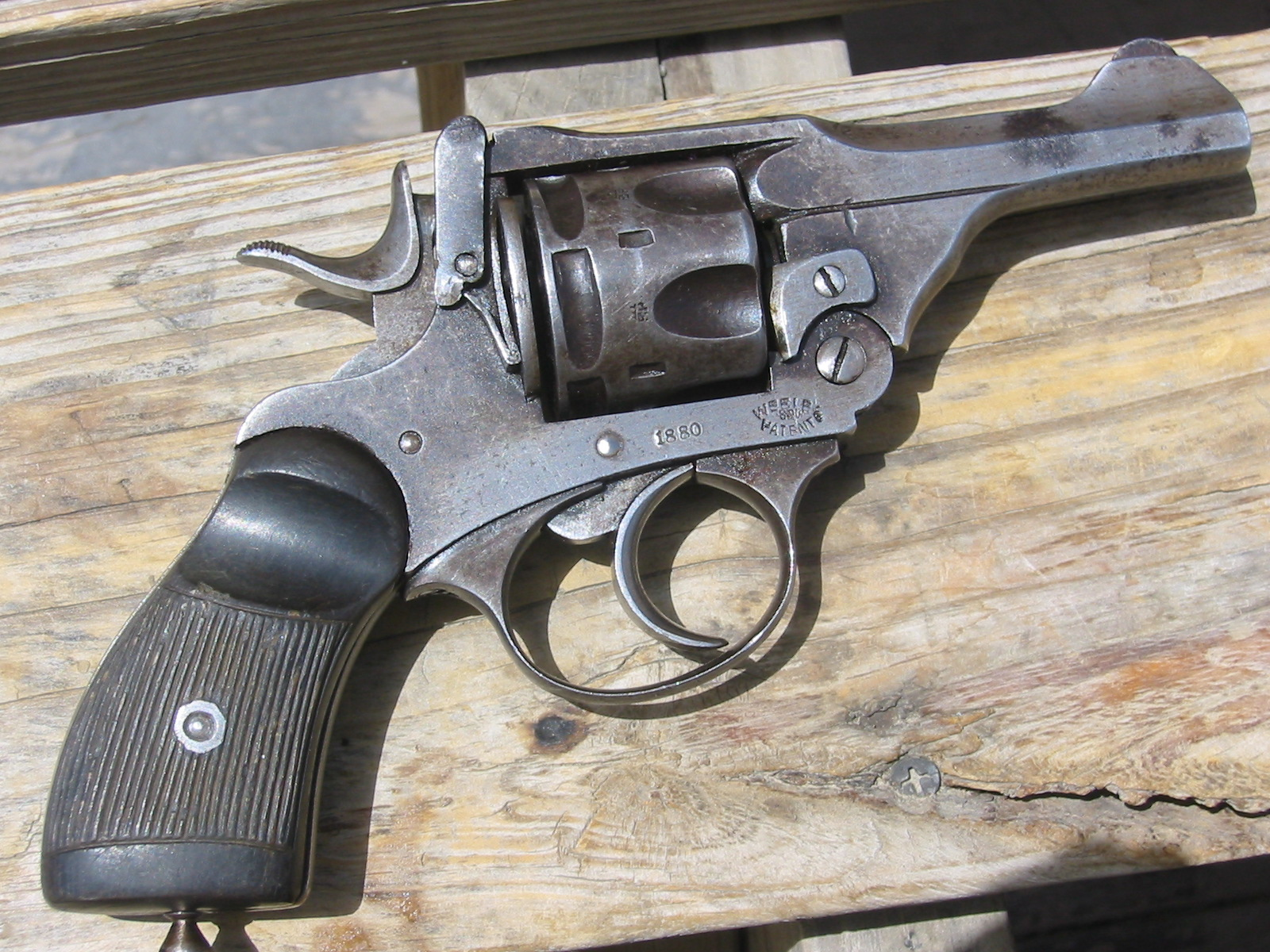
Copia de un revólver de bolsillo Webley en .38 S&W, comprado en el Aeródromo de Bagram, Afganistán.

Una copia del Paso Jaiber es un arma de fuego hecha por armeros artesanales en la región del Paso Jaiber entre Pakistán y Afganistán. Su nombre proviene de los Adam Khel del clan Afridi, que viven alrededor del Paso Jaiber e históricamente han sido los más activos fabricantes de armas en la Frontera.
El área tiene desde hace mucho tiempo una reputación de producir copias artesanales de armas sin licencia empleando cualquier material disponible - frecuentemente rieles de ferrocarril, vehículos desmantelados y chatarra diversa. La calidad de tales fusiles varía mucho, desde idéntica a los originales hasta peligrosamente baja. 

## Modelos
Las copias del Paso Jaiber usualmente más encontradas son de fusiles militares británicos, especialmente Martini-Henry, Martini-Enfield y Lee-Enfield, aunque también se han encontrado fusiles AK-47, revólveres Webley, así como pistolas Tokarev TT-33, Colt M1911 y Browning Hi-Power. Un Kalashnikov del Paso Jaiber generalmente es un fusil compuesto por una amalgama de piezas provenientes de diversos fusiles AK. Por lo tanto no se parece a ningún fusil producido por fábrica alguna o suministrado por un ejército regular. Un ejemplar típico de uno de estos fusiles tiene un cajón de mecanismos con los marcajes AKM 7,62x39, pero va equipado con la culata metálica plegable de un fusil AKS-74. 
Los armeros del Paso Jaiber consiguieron primero ejemplares de los diversos fusiles británicos en servicio durante las expediciones militares británicas del siglo XIX a la Frontera del Noroeste, los cuales fueron empleados para hacer copias. Durante la Segunda Guerra Mundial, a algunas tropas irregulares locales se les suminitró fusiles del Paso Jaiber - en parte por motivos financieros y en parte porque se pensaba que las tropas desertarían con sus fusiles si se les suministraban fusiles de fabricación británica o india de mayor calidad.

## Identificación
Los fusiles del Paso Jaiber son usualmente copiados a la perfección a partir de un fusil "maestro" (que a su vez puede ser una copia del Paso Jaiber), con sus marcajes y otros detalles. No es inusual ver fusiles del Paso Jaiber con numerosos errores y detalles de identificación particulares, especialmente:
- Errores de escritura en los marcajes (de los cuales el más común es EИFIELD en vez de ENFIELD).[3][4]
- Monogramas V.R. (Victoria Regina) después de 1901 - la Reina Victoria murió en 1901, por lo que cualquier fusil fabricado después de esta fecha debe llevar estampado el monograma "E.R" (Edward Rex, en referencia a Eduardo VII).
- Mano de obra de calidad inferior, que incluye metal débil o blando, madera con acabado tosco y marcajes mal estampados.

Afganistán fue una zona de conflicto entre el Imperio británico y el Imperio ruso durante el siglo XIX, por lo que es razonable asumir que las herramientas y experiencia de ambas culturas fueron recogidas por los armeros nativos. De allí que un observador sin experiencia asume que una "N" o "L" invertida en ENFIELD es simplemente un error de transcripción, mientras que un tornero o lingüista reconocerá las letras cirílicas "И" y "Г", que el armero utilizó para estampar el arma al no tener otras letras disponibles.

## Municiones
Las municiones empleadas en la región del Paso Jaiber frecuentemente tienen una carga propulsora reducida, hecha a partir de diversas pólvoras e incluso películas viejas (que contienen nitrocelulosa, un ingrediente clave de la pólvora sin humo); no se puede esperar que los fusiles del Paso Jaiber soporten las presiones generadas por la munición comercial moderna. Unos cuantos coleccionistas han fabricado cartuchos con carga propulsora sumamente reducida para sus fusiles del Paso Jaiber y han disparado con ellos, bajo su propio riesgo.